# Naïl Iakoupov
Pour les articles homonymes, voir Iakoupov.
Naïl Raïlovitch Iakoupov, en russe : Наиль Раилович Якупов et en anglais : Nail Yakupov (né le 6 octobre 1993 à Nijnekamsk en Russie), est un joueur professionnel russe de hockey sur glace. Il évolue au poste d'ailier. Son cousin Raoul Iakoupov est également professionnel.

## Biographie

### Carrière en club
Formé au Neftekhimik Nijnekamsk, il est sélectionné au premier tour, en 19e position par son club formateur au cours du repêchage d'entrée dans la KHL 2010 afin de le protéger et conserver ses droits. Lors de la sélection européenne 2010 de la Ligue canadienne de hockey, il est choisi au premier tour en deuxième position par le Sting de Sarnia. Il part alors en Amérique du Nord et débute dans la Ligue de hockey de l'Ontario. Il est sélectionné en première position lors du repêchage d'entrée dans la LNH 2012 par les Oilers d'Edmonton. Il passe professionnel en 2012 avec le Neftekhimik qui évolue dans la Ligue continentale de hockey. Il joue son premier match dans la Ligue nationale de hockey le 20 janvier 2013 avec les Oilers chez les Canucks de Vancouver. Il marque son premier but en LNH lors de sa deuxième partie le 22 janvier face aux Sharks de San José. Il réalise son premier coup du chapeau le 27 avril 2013 contre les Canucks de Vancouver lors de la dernière rencontre de la saison régulière remportée 7 à 2 par les Oilers. Il termine sa première saison dans la LNH avec 31 points, en ayant inscrit 17 buts et réalisé 14 assistances en 48 matchs. Le 8 octobre 2016, il est échangé aux Blues de Saint-Louis contre Zach Pochiro et un choix conditionnel de 3e tour lors du repêchage d'entrée dans la LNH 2017.
Le 4 juillet 2017, il signe un contrat d'un an avec l'Avalanche du Colorado en tant qu'agent libre.

### Carrière internationale
Il représente la Russie en sélection jeune. Il prend part à la Super Serie Subway en 2010.

## Statistiques

### En club
| Saison    | Équipe                 | Ligue |    | Saison régulière | Saison régulière | Saison régulière | Saison régulière | Saison régulière |   | Séries éliminatoires | Séries éliminatoires | Séries éliminatoires | Séries éliminatoires | Séries éliminatoires |
| Saison    | Équipe                 | Ligue | PJ | B                | A                | Pts              | Pun              | PJ               | B | A                    | Pts                  | Pun                  |                      |                      |
| 2009-2010 | Reaktor                | MHL   | 14 | 4                | 2                | 6                | 26               | -                | - | -                    | -                    | -                    |                      |                      |
| 2010-2011 | Sting de Sarnia        | LHO   | 65 | 49               | 52               | 101              | 71               | -                | - | -                    | -                    | -                    |                      |                      |
| 2011-2012 | Sting de Sarnia        | LHO   | 42 | 31               | 38               | 69               | 30               | 6                | 2 | 3                    | 5                    | 4                    |                      |                      |
| 2012-2013 | Neftekhimik Nijnekamsk | KHL   | 22 | 10               | 8                | 18               | 33               | -                | - | -                    | -                    | -                    |                      |                      |
| 2012-2013 | Oilers d'Edmonton      | LNH   | 48 | 17               | 14               | 31               | 24               | -                | - | -                    | -                    | -                    |                      |                      |
| 2013-2014 | Oilers d'Edmonton      | LNH   | 63 | 11               | 13               | 24               | 36               | -                | - | -                    | -                    | -                    |                      |                      |
| 2014-2015 | Oilers d'Edmonton      | LNH   | 81 | 14               | 19               | 33               | 18               | -                | - | -                    | -                    | -                    |                      |                      |
| 2015-2016 | Oilers d'Edmonton      | LNH   | 60 | 8                | 15               | 23               | 24               | -                | - | -                    | -                    | -                    |                      |                      |
| 2016-2017 | Blues de Saint-Louis   | LNH   | 40 | 3                | 6                | 9                | 14               | -                | - | -                    | -                    | -                    |                      |                      |
| 2017-2018 | Avalanche du Colorado  | LNH   | 58 | 9                | 7                | 16               | 26               | -                | - | -                    | -                    | -                    |                      |                      |
| 2018-2019 | SKA Saint-Pétersbourg  | KHL   | 47 | 23               | 10               | 33               | 30               | 18               | 4 | 4                    | 8                    | 12                   |                      |                      |
| 2019-2020 | SKA Saint-Pétersbourg  | KHL   | 46 | 10               | 10               | 20               | 16               | -                | - | -                    | -                    | -                    |                      |                      |
| 2020-2021 | Amour Khabarovsk       | KHL   | 15 | 1                | 5                | 6                | 10               | -                | - | -                    | -                    | -                    |                      |                      |
| 2020-2021 | Avangard Omsk          | KHL   | 22 | 6                | 4                | 10               | 6                | -                | - | -                    | -                    | -                    |                      |                      |
| 2021-2022 | Avangard Omsk          | KHL   | 43 | 9                | 17               | 26               | 14               | 10               | 1 | 3                    | 4                    | 2                    |                      |                      |
| 2022-2023 | Avangard Omsk          | KHL   | 16 | 6                | 4                | 10               | 4                | 14               | 1 | 2                    | 3                    | 8                    |                      |                      |
| 2023-2024 | Neftekhimik Nijnekamsk | KHL   | 31 | 8                | 11               | 19               | 18               | -                | - | -                    | -                    | -                    |                      |                      |
| 2024-2025 | HC Red Star Kunlun     | KHL   | 27 | 7                | 4                | 11               | 12               | -                | - | -                    | -                    | -                    |                      |                      |
| 2024-2025 | Avangard Omsk          | KHL   | 43 | 17               | 21               | 38               | 32               | 13               | 4 | 3                    | 7                    | 6                    |                      |                      |

### En équipe nationale
| Année | Compétition                          |   | PJ | B | A  | Pts | Pun | +/-                |  | Résultat |
| 2011  | Championnat du monde moins de 18 ans | 7 | 6  | 7 | 13 | 6   | +6  | Médaille de bronze |  |          |
| 2012  | Championnat du monde junior          | 7 | 0  | 9 | 9  | 6   | +4  | Médaille d'argent  |  |          |
| 2013  | Championnat du monde junior          | 7 | 3  | 5 | 8  | 0   | +2  | Médaille de bronze |  |          |

## Trophées et honneurs personnels
- Ligue de hockey de l'Ontario 
  - 2011 : remporte le trophée de la famille Emms.
  - 2011 : nommé dans l'équipe des recrues.
- Ligue canadienne de hockey
  - 2011 : nommé recrue de la saison.
  - 2012 : remporte le Trophée du meilleur prospect.